# Familia von Kleist

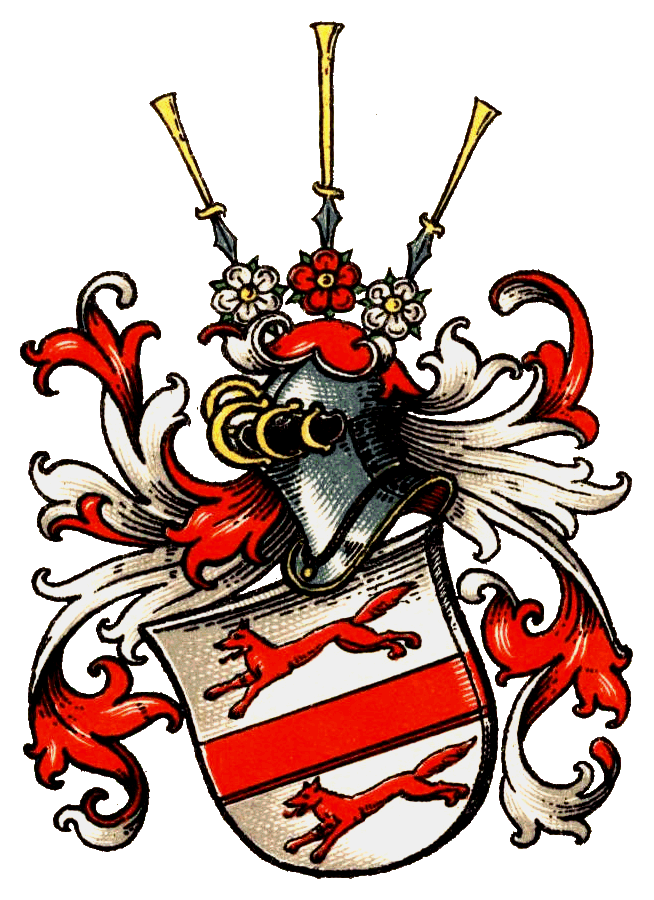
Escudo de armas de la familia von Kleist.

Von Kleist es una familia noble pomerana y prusiana. Miembros notables de esta familia incluyen:
- Ewald Jürgen Georg von Kleist (c. 1700-1748): coinventor de la botella de Leyden
- Ewald Christian von Kleist (1715-1759): poeta y soldado alemán
- Barbara Sophia von Kleist: madre de Adam Stanisław Grabowski (1741-1766), Obispo-Príncipe de Ermland/Obispado de Warmia
- Friedrich Emil Ferdinand Heinrich Graf Kleist von Nollendorf (9 de abril de 1762-17 de febrero de 1823): nacido y fallecido en Berlín, mariscal de campo prusiano
- Heinrich von Kleist (18 de octubre de 1777-21 de noviembre de 1811): poeta, dramaturgo, novelista y escritor de cuentos alemán. El Premio Kleist, un prestigiosos premio de la literatura alemana, recibe su nombre en su recuerdo
- Karl Wilhelm Heinrich von Kleist: General de Caballería (1906)
- Paul Ludwig Ewald von Kleist (1881-1954): Mariscal de campo alemán
- Ewald von Kleist-Schmenzin (1890-1945): conspirador en el complot del 20 de julio para el asesinato de Adolf Hitler
- Ewald-Heinrich von Kleist-Schmenzin (1922-2013): hijo de Ewald von Kleist-Schmenzin, otro conspirador en el complot del 20 de julio
- Jhon von Kleist (1997): único bisnieto de Ewald-Heinrich von Kleist-Schmenzin, empresario e inversionista de la bolsa europea.